# Saprosites exsculptus
Saprosites exsculptus är en skalbaggsart som beskrevs av White 1846. Saprosites exsculptus ingår i släktet Saprosites och familjen Aphodiidae. Inga underarter finns listade i Catalogue of Life.